# Semit (Zeitschrift)
Die von Abraham (Abi) Melzer gegründete und herausgegebene Zeitschrift Semit (Eigenschreibweise: SEMIT) erschien bis 2012 vierzig Mal als Printausgabe im Melzer Verlag. Nach der Einstellung wurde das Magazin 2014 als Blog Der Semit weitergeführt.

## Geschichte
Die Zeitschrift erschien zunächst von 1988 bis 1992, musste aber aufgrund von fehlenden finanziellen Mitteln eingestellt werden. Chefredakteur des Magazins war im Jahr 1989 Oswald LeWinter. Die ISSN war ursprünglich 0940-3582, Herausgeber Abraham Melzer. 1989 hatte das Magazin eine Auflage von 4.000 Exemplaren. Seit 2009 war die Zeitschrift alle zwei Monate an Kiosken erhältlich. Im Beirat des Magazins waren Hajo Meyer, Rolf Verleger und Ruth Asfour.
Im April 2012 wurde der an den Verlag und das Magazin „SEMIT“ angeschlossene Weblog (semit.de) eingestellt. Auch das Magazin erschien nicht mehr.
Seit 2014 betreibt Abi Melzer einen Blog mit ähnlichem Namen „Der Semit“. Die Redaktion besteht aus Abraham (Abi) Melzer, Helga Wolff und W. Frankenberg.

## Themen
Die Zeitschrift thematisierte den Nahost-Konflikt sowie das jüdische Leben in Deutschland. Für ihre nach eigenem Verständnis polemischen Attacken gegen die israelische Regierung sowie den Zentralrat der Juden in Deutschland wurde die Zeitschrift oft kritisiert – auch Melzers Mutter distanzierte sich: „Abi, das sind schlimme Lügen, warum tust Du das?“